# Bernard Collomb
Pour les articles homonymes, voir Collomb.
Pas d'image ? Cliquez ici
Bernard Collomb, né le 7 octobre 1930 à Annecy et mort le 18 septembre 2011 à La Colle-sur-Loup, est un pilote automobile français.

## Biographie
Après des débuts en courses motocyclistes, le niçois Bernard Collomb est, pour sa seconde saison en Formule 2, classé cinquième en 1960 dans la course organisée pour celles-ci lors des Coupes du Salon de Montlhéry, sur une T45 de Cooper.
Il a participé à six Grands Prix de Formule 1 comptant pour les Championnats du Monde, débutant le 2 juillet 1961 au Grand Prix de France. Il n'a jamais inscrit de points au Championnat du Monde. Il a aussi participé à vingt-quatre épreuves de Formule 1 hors-Championnat du Monde où il a obtenu de bien meilleurs résultats, dont une 4e place au Grand Prix de Vienne (Autriche) en 1961 et une 5e au Grand Prix de la Méditerranée en 1962, les deux fois au volant d'une Cooper-Climax T53. Garagiste de profession, il a toujours couru avec ses propres voitures préparées par ses soins.
Il retourne en Formule 2 en 1965, et abandonne la monoplace en 1966 à la suite d'un accident à Barcelone.
On le vit plus tard au volant d'une Alpine-Renault aux 24 Heures du Mans 1968, mais il ne fut pas classé, pour cause de distance parcourue insuffisante.

## Résultats complets en championnat du monde de Formule 1
| Saison | Écurie          | Châssis    | Moteur            | Pneus  | GP disputés | Points inscrits | Classement |
| ------ | --------------- | ---------- | ----------------- | ------ | ----------- | --------------- | ---------- |
| 1961   | Bernard Collomb | Cooper T53 | Climax 4 en ligne | Dunlop | 2           | 0               | n.c.       |
| 1962   | Bernard Collomb | Cooper T53 | Climax 4 en ligne | Dunlop | 1           | 0               | n.c.       |
| 1963   | Bernard Collomb | Lotus 24   | Climax V8         | Dunlop | 1           | 0               | n.c.       |